# Pitthea syndroma
Pitthea syndroma là một loài bướm đêm trong họ Geometridae.